# 29 (nombre)
Pour les années, voir 29, 29 av. J.-C. et 1929.
Le nombre 29 (vingt-neuf) est l'entier naturel suivant 28 et précédant 30.

## En mathématiques
Le nombre 29 est :
- le dixième nombre premier, jumeau avec 31 et primoriel,
- un nombre premier de Sophie Germain,
- le huitième nombre premier non brésilien,
- un nombre d'Eisenstein premier,
- un nombre de Markov,
- la somme des trois carrés 4, 9 et 16,
- un nombre de Lucas,
- un nombre de Pell,
- un nombre Tetranacci,
- un nombre premier de Pillai,
- un nombre premier long en base dix et
- un nombre premier super-singulier.

## Dans d'autres domaines
Le nombre 29 est aussi :
- le nombre approximatif de jours du mois lunaire,
- le numéro atomique du cuivre,
- le numéro de la sourate Al-'Ankabut dans le Coran,
- le nombre d'os dans un crâne humain normal,
- le nombre de jours que comporte février dans une année bissextile,
- le nombre de lettres dans les alphabets finnois et norvégien,
- le nombre d'années de mariage des noces de velours,
- le numéro de la galaxie NGC 21 et de l'amas M29,
- le numéro du département français du Finistère,
- le numéro de l'Interstate 29,
- A29 ,
- Ligne 29 .
- L'avion Mikoyan-Gourevitch MiG-29.